# Lodewijk de Vadder

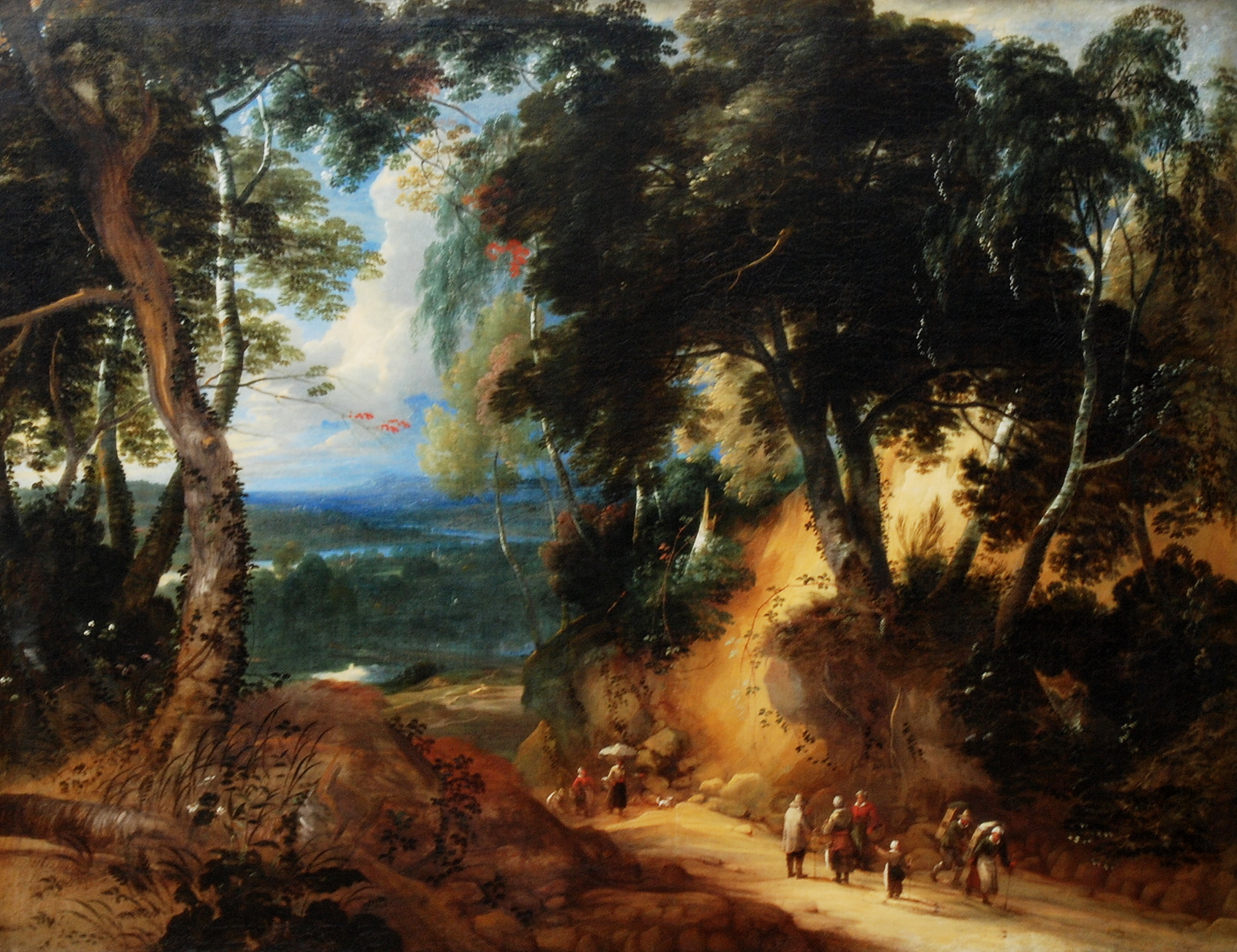
Lodewijk de Vadder: Het Zoniënwoud met marktkramers

Lodewijk de Vadder (Brussel, gedoopt 8 april 1605 - Brussel 10 augustus 1655) was een Vlaams landschapschilder, -tekenaar en -etser uit de baroktijd.
Hij stamde uit een schildersfamilie (ook zijn broers waren kunstschilders) en werd in 1628 meester in de Sint-Lucasgilde van Brussel. Hij ontwikkelde zich samen met Lucas Achtschellinck en Jacques d'Arthois (de zogenaamde Zoniënwoudschilders) tot de meest vooraanstaande landschapschilders uit die tijd. Verder vervaardigde De Vadder ook etsen en tekeningen waarin eveneens landschappen verwerkt waren.
Lodewijk de Vadder ontwikkelde een eigen landschapsstijl met olieverf die verwijst naar Peter Paul Rubens. De Vadder was geïntrigeerd door de bosrijke omgeving van Brussel, vooral het Zoniënwoud. De opvallend kleine figuurtjes liet hij meestal schilderen door kunstenaars zoals David Teniers de Jonge. Voor de toeschouwer zijn ze het zinnebeeld voor de vergankelijkheid, in contrast met de grootsheid van de natuur. Ze plaatsen de schepping en God naast de kleine mens. De katholieke geestelijkheid hadden lof voor zijn werk die een plaats kregen in kapellen, refters en kruisgangen.
De Vadder werkte eveneens voor verscheidene Brusselse wandtapijt- en gobelinfabrikanten waarvoor hij kartons schilderde.

## Musea
Werken van Lodewijk de Vadder hangen onder meer in de volgende musea:
- Louvre in Parijs
- National Gallery of Art in Washington D.C.
- Museum voor Schone Kunsten in Gent
- Koninklijk Museum voor Schone Kunsten in Antwerpen
- Koninklijke Musea voor Schone Kunsten van België in Brussel
- Museum Bredius in Den Haag